# Grauers struikzanger
Grauers struikzanger (Bradypterus graueri) is een zangvogel uit de familie Locustellidae. De vogel werd in 1908 door Oscar Rudolph Neumann geldig beschreven en genoemd naar zijn ontdekker, de Oostenrijkse ornitholoog Rudolf Grauer (1871-1927). Het is een bedreigde vogelsoort uit het grensgebied tussen Congo-Kinshasa, Rwanda en Oeganda.

## Kenmerken
De vogel is 16 cm lang. Het is een middelgrote, dofbruin gekleurde en zich heimelijk gedragende struikzanger met een smalle witte oogstreep. De keel is wit met zwarte streepjes.

## Verspreiding en leefgebied
Deze soort komt voor in oostelijk Congo-Kinshasa en aangrenzend Rwanda en Oeganda. De leefgebieden liggen in met grassoorten begroeide moerassen op berghellingen tussen de 1950 en 2600 meter boven zeeniveau.

## Status
Grauers struikzanger heeft een beperkt verspreidingsgebied en daardoor is de kans op uitsterven aanwezig. De grootte van de populatie werd in 2016 door BirdLife International geschat op 12.000-30.000 volwassen individuen en de populatie-aantallen nemen plaatselijk af door habitatverlies. In natuurreservaten zijn de leefgebieden weliswaar beschermd, maar er zijn ook plaatsen waar de moerassen worden droog gelegd en omgezet in gebied voor agrarisch gebruik en menselijke bewoning. Om deze redenen staat deze soort als kwetsbaar op de Rode Lijst van de IUCN.